# Panicum subhystrix
Panicum subhystrix är en gräsart som beskrevs av Aimée Antoinette Camus. Panicum subhystrix ingår i släktet vipphirser, och familjen gräs. Inga underarter finns listade i Catalogue of Life.